# Rue Salomon-de-Caus
La rue Salomon-de-Caus est une voie du 3e arrondissement de Paris, en France.

## Situation et accès
La rue Salomon-de-Caus est une voie publique située dans le 3e arrondissement de Paris. Elle débute au 323, rue Saint-Martin et se termine au 100, boulevard de Sébastopol.

## Origine du nom
Elle porte le nom de l'ingénieur français Salomon de Caus (1576-1626).

## Historique
La rue est créée en 1858 et prend sa dénomination actuelle en 1864. 